# Bordj de Tarat
Le Bordj de Tarat, ou Fort Tarat, est une fortification de la Wilaya d'Illizi en Algérie, située à la frontière de la Libye. Elle fut construite fin 1911 lors d'une confrontation avec les Turcs de la régence de Tripoli, et fut rapidement abandonnée. Elle fut reconstruite en 1932 face aux Italiens. Elle fut utilisée en 1943 lors de la prise de Ghat en Libye. Lors de l'intervention militaire de 2011 en Libye, de nombreux réfugiés entrèrent en Algérie par cet endroit. Le fort est en 2013 laissé à l'abandon.